# CD Logroñés
A CD Logroñés, teljes nevén Club Deportivo Logroñés egy már megszűnt spanyol labdarúgócsapat. A klubot 1940-ben alapították, 2009-ben szűnt meg.

## Története
A CD Logroño után ez volt a város második csapata. 1940-ben alapították. Elődjénél jóval sikeresebb volt, ugyanis 1988-tól 1997-ig egy szezon kivételével megszakítás nélkül az első osztály tagja lehetett. 1990-ben érte el legjobb eredményét egy hetedik hellyel, mindössze két ponttal lemaradva az UEFA-kupa-kvalifikációról.
2000-ben pénzügyi nehézségek miatt a másodosztályból rögtön a negyedosztályba esett ki, ahonnan bár első szezonjában visszajutott, 2004-ben mégis kénytelen volt visszatérni ide az előzőnél súlyosabb anyagi gondok miatt.
Utolsó szezonja a 2007-08-as harmadosztályban eltöltött idény volt, a következő, negyedosztálybeli szezonnak már nem kezdett neki. Két jogutódja az UD és az SD Logroñés.

## Statisztika
| Szezon  | Osztály | Poz. | Copa del Rey |
| ------- | ------- | ---- | ------------ |
| 1940/41 | 3ª      | 4.   |              |
| 1943/44 | 3ª      | 1.   |              |
| 1944/45 | 3ª      | 4.   |              |
| 1945/46 | 3ª      | 2.   |              |
| 1946/47 | 3ª      | 3.   |              |
| 1947/48 | 3ª      | 4.   |              |
| 1948/49 | 3ª      | 4.   |              |
| 1949/50 | 3ª      | 2.   |              |
| 1950/51 | 2ª      | 10.  |              |
| 1951/52 | 2ª      | 2.   |              |
| 1952/53 | 2ª      | 5.   |              |
| 1953/54 | 2ª      | 10.  |              |
| 1954/55 | 2ª      | 5.   |              |
| 1955/56 | 2ª      | 16.  |              |
| 1956/57 | 2ª      | 17.  |              |
| 1957/58 | 3ª      | 3.   |              |

| Szezon  | Osztály | Poz. | Copa del Rey |
| ------- | ------- | ---- | ------------ |
| 1958/59 | 3ª      | 1.   |              |
| 1959/60 | 3ª      | 4.   |              |
| 1960/61 | 3ª      | 6.   |              |
| 1961/62 | 3ª      | 2.   |              |
| 1962/63 | 3ª      | 3.   |              |
| 1963/64 | 3ª      | 3.   |              |
| 1964/65 | 3ª      | 4.   |              |
| 1965/66 | 3ª      | 1.   |              |
| 1966/67 | 2ª      | 15.  |              |
| 1967/68 | 3ª      | 8.   |              |
| 1968/69 | 3ª      | 3.   |              |
| 1969/70 | 3ª      | 1.   |              |
| 1970/71 | 2ª      | 15.  |              |
| 1971/72 | 2ª      | 6.   |              |
| 1972/73 | 2ª      | 17.  |              |
| 1973/74 | 3ª      | 3.   |              |

| Szezon  | Osztály | Poz. | Copa del Rey |
| ------- | ------- | ---- | ------------ |
| 1974/75 | 3ª      | 3.   |              |
| 1975/76 | 3ª      | 2.   |              |
| 1976/77 | 3ª      | 13.  |              |
| 1977/78 | 3ª      | 1.   |              |
| 1978/79 | 2ªB     | 11.  |              |
| 1979/80 | 2ªB     | 10.  |              |
| 1980/81 | 2ªB     | 6.   |              |
| 1981/82 | 2ªB     | 5.   |              |
| 1982/83 | 2ªB     | 7.   |              |
| 1983/84 | 2ªB     | 2.   |              |
| 1984/85 | 2ª      | 6.   |              |
| 1985/86 | 2ª      | 16.  |              |
| 1986/87 | 2ª      | 2.   |              |
| 1987/88 | 1ª      | 13.  |              |
| 1988/89 | 1ª      | 14.  |              |
| 1989/90 | 1ª      | 7.   |              |
| 1990/91 | 1ª      | 10.  |              |
| 1991/92 | 1ª      | 10.  |              |

| Szezon  | Osztály | Poz. | Copa del Rey |
| ------- | ------- | ---- | ------------ |
| 1992/93 | 1ª      | 15.  |              |
| 1993/94 | 1ª      | 16.  |              |
| 1994/95 | 1ª      | 20.  |              |
| 1995/96 | 2ª      | 2.   |              |
| 1996/97 | 1ª      | 22.  |              |
| 1997/98 | 2ª      | 18.  |              |
| 1998/99 | 2ª      | 16.  |              |
| 1999/00 | 2ª      | 20.  |              |
| 2000/01 | 3ª      | 1.   |              |
| 2001/02 | 2ªB     | 10.  |              |
| 2002/03 | 2ªB     | 3.   |              |
| 2003/04 | 2ªB     | 15.  |              |
| 2004/05 | 3ª      | 3.   |              |
| 2005/06 | 3ª      | 2.   |              |
| 2006/07 | 2ªB     | 14.  |              |
| 2007/08 | 2ªB     | 13.  |              |
| 2008/09 | 3ª      | V    |              |

## Ismertebb játékosok
| - Toni Polster - Oscar Ruggeri - Gustavo Falaschi - Leonardo Iglesias - Ricardo Albis - Luis Islas - Nebojsa Gudelj - Gilson - Cléber - Amarildo Souza - Iván Rocha - Kelly - Silvio - Maurílio - Cassiano - Viktorio Pavlov - Nicolas Noudjeu - Marcelo Vega - Danko Matrljan - Ruslan Ela - Rubén Epitié - Vincent Petit | - Jochen Kientz - Alan Campbell - Boban Babunski - Francisco Cruz - Júlio Pinheiro - Grzegorz Lewandowski - Ramón Pereira - Silviu Lung - Marin Duna - Oleg Szalenko - Željko Kalajdžić - Dejan Marković - Ivan Adžić - Atila Kasaš - Tibor Mičinec - Enrique Romero - Guillermo Gorostiza - Salvador García - Julen Lopetegui - Miguel Muñoz - Omar García - Nayim | - José Manuel Ochotorena - Omar - Carlos Pita - Zigor Aranalde - José López Perez - Miguel Ángel Lotina - Cristóbal Parralo - Quique Setién - Manuel Sarabia - Agustín Abadía - José Luis Mendilibar - Marcelo Tejera - Fernando Carreño - Hugo de León - Amado Nadal - Antonio Alzamendi - Nelson Gutiérrez - Rubén da Silva - Danilo Baltierra - Rubén Sosa |

## Ismertebb vezetőedzők
- Javier Irureta
- Miguel Ángel Lotina
- Juande Ramos
- Víctor Muñoz
- Quique Setién